# Camoruco (Venezuela)
Camoruco es una población de la Isla de Margarita, Venezuela que pertenece al Municipio Arismendi (Nueva Esparta), cercana a Atamo.